# Matthieu Galey
Pour les articles homonymes, voir Galey.
Ne doit pas être confondu avec Mathieu Gallet.
Matthieu Galey, né et mort à Paris (9 août 1934 - 23 février 1986), est un critique littéraire et théâtral et écrivain français. Il est surtout connu du grand public pour sa participation comme critique au Masque et la Plume et dans L'Express et en tant qu'écrivain pour son Journal.

## Biographie

### Milieu familial
Matthieu Galey était le fils du cinéaste français Louis-Émile Galey et le frère de la journaliste Geneviève Galey. Son père était d'origine berrichonne, sa mère, Marcelle Bechmann, d'une famille juive. À son baptême, Matthieu eut pour parrain un ami de son père, l'homme de lettres et bientôt célèbre avocat Georges Izard qui en 1971 devint membre de l'Académie française. Lors de réveillons de Noël chez les Izard — Matthieu Galey décrit dans son Journal les « réveillons traditionnels » de 1953 à Morsang et de 1964 à Saint-Brice —, la Messe de minuit était « comme toujours » célébrée par le beau-frère d'Izard, le père Jean Daniélou, futur cardinal et membre de l'Académie française. Un autre ami de son père était Henri Jeanson avec qui la famille alla en 1938 aux sports d'hiver près du mont d'Arbois.
Du côté paternel, il était le petit-fils d'Antoine Galey (1880-1976), pharmacien-chimiste, lettré, qui lisait Tacite et Jules César en latin et qui, lui-même enfant unique, se réjouissait lorsque ses enfants et ses quinze petits-enfants l'entouraient. De sa grand-mère, Marie Nadalet (1882-1982), devenue centenaire, il écrivit qu'elle eut une influence énorme sur lui. Il allait régulièrement leur rendre visite.
Du côté maternel, il était le petit-fils de l'architecte Lucien Bechmann (1880-1968) et de son épouse Germaine Kapferer (1880-1970), chez qui il séjourna souvent à Jouy-en-Josas. Sa grand-mère était apparentée aux industriels Deutsch de la Meurthe. L'architecte et historien de l'architecture Roland Bechmann (1919-2017), fils de Lucien, était son oncle. Geneviève Bechmann (1904-1997), sa tante, avait épousé l'industriel Albert Dreyfus-Sée, fusillé par les Allemands en 1944 de qui elle eut cinq enfants. Sous son propre nom et sous son nom de plume d'Amélie Dubouquet, elle se signala comme pédagogue, architecte, historienne et auteur de livres pour enfants. Ses écrits pédagogiques la placèrent dans le grand mouvement d'après guerre de l'Éducation Nouvelle.
En dehors de ses grands-parents, de sa mère et de sa sœur Geneviève, Matthieu Galey ne semble pas avoir entretenu beaucoup de relations avec sa famille d'oncles et tantes Galey et Bechmann et leurs enfants, du moins ne les mentionne-t-il que très peu dans son Journal. Pour les Galey, il mentionne brièvement son frère Laurent, et Bertrand (l'un de ses cousins), Jacques (oncle) et Louis (son père). Il réfère à quelques reprises à un lointain cousin Jean-Marie Galey (né à Angoulême en 1947), acteur de théâtre et de cinéma, de treize ans son cadet. Pour les Bechmann, il faisait quelques remarques à l'occasion de funérailles israélites ou de l'un ou l'autre mariage où il était accueilli en tant que « fils de Marcelle ». Il mentionnait en passant sa lointaine cousine Martine Wildenstein et ses toutes jeunes cousines Claudine et Danièle Bechmann (devenue plus tard le professeur de sociologie Dan Ferrand-Bechmann). Sans doute ses contacts familiaux furent-ils plus nombreux que son journal ne le laisse apparaître, celui-ci étant surtout axé sur ses relations littéraires.
Les relations de famille ou d'amitié, dans un milieu intellectuel et nanti, préparaient sans aucun doute Matthieu Galey à se lancer, à se faire des relations et à réussir dans le monde de la littérature.

### Carrière d'homme de lettres
Matthieu Galey fit ses études secondaires au lycée Buffon. Il les poursuivit à Rome au lycée Chateaubriand et, de retour en France, au lycée Henri-IV. C'est dans ce dernier qu'il noua une grande amitié avec Pierre Joxe (« la seule amitié pure de ma vie », disait-il), plus tard ministre socialiste et président de la Cour des comptes. En 1949, ils passèrent deux mois à l'Institut français d'Édimbourg, dans le cadre d'un échange entre le lycée Henri-IV et le Watson's College. Il fit ses études universitaires à la Sorbonne, faculté des lettres et à l'Institut d'études politiques de Paris (Sciences Po), où il eut Georges Pompidou parmi ses professeurs.
Encore étudiant, Matthieu Galey débuta dans les Cahiers des Saisons. En 1957, il fut engagé comme « nègre » par un ami de son père, Maurice Druon, pour la rédaction de son roman historique Alexandre le Grand, paru l'année suivante. En 1959, il devint chroniqueur littéraire à l'hebdomadaire Arts. En 1962, il entra au comité de lecture de l'éditeur Bernard Grasset. Après la disparition d'Arts en 1967, il devint critique littéraire à L'Express et critique théâtral à Combat, aux Les Nouvelles littéraires. Il devint également collaborateur à l'émission radiophonique Le Masque et la Plume, collaborateur occasionnel du Monde et de Revue de Paris, membre du comité de lecture de la Comédie-Française, membre de plusieurs jurys décernant des prix littéraires et membre de la commission d’avances sur recettes au Centre national du cinéma.

### Projet d'étude sur Radiguet
N'ayant pas encore vingt ans, Matthieu Galey eut l'ambition de consacrer une étude à Raymond Radiguet. Il ne manqua pas de rendre des visites à diverses personnalités qui avaient connu le jeune écrivain : Jean Cocteau, Constantin Brâncuși, André Salmon, Joseph Kessel, Jean Hugo. De telles rencontres avec des grands noms de la littérature et de l'art, qui ne semblaient pas trop difficiles à approcher, devaient sans nul doute influencer le tout jeune homme de lettres en herbe.
L'étude ne fut jamais achevée, à tout le moins pas publiée.
Une étude qu'il entreprit avec pour sujet l'écrivain Barbey d'Aurevilly n'aboutira pas non plus.

### Fréquentations littéraires
Grand admirateur de Marcel Proust, il s'inscrivit dans la mouvance de la droite littéraire d'après guerre, quoique plus tard il s'efforçât de se défaire d'une étiquette de « droite ». Les grands anciens de cette tendance, du moins ceux avec lesquels Galey eut des rapports très suivis, étaient Paul Morand, Jacques Chardonne et même Marcel Jouhandeau. Les nouveaux étaient Michel Déon, Antoine Blondin, Roger Nimier, François Nourissier, Jacques Laurent, ensuite Maurice Druon, Jean d'Ormesson et tous ceux qui furent rassemblés sous le sobriquet (trouvé par le critique littéraire et écrivain Bernard Frank) de « hussards ». Galey devint membre de la coterie, fondée par Jacques Brenner, qui en 1955 avait fondé Les Cahiers des saisons, point de ralliement du groupe. Il y retrouvait Marcel Schneider et tous ceux qui se démarquaient fortement autant des auteurs de la NRF et de Gallimard que de ceux appartenant à ce que l'auteur Émile Henriot avait nommé le Nouveau roman.
Contrairement à ce qu'il avait lui-même espéré à ses débuts, il ne réussit pas à devenir un écrivain à part entière. Dans son journal, il méditait : « C'est vrai que j'ai regardé “passer les bateaux où je ne monterais jamais”. Paresse ? Impatience ? Orgueil de rater mon coup ? ». Et pourtant, ajoutait-il « Voici quarante-six ans que je somnole sur un trésor. Homosexuel et demi-juif, quel romancier ne donnerait cher pour posséder ce capital ? Moi, je vis cela, bien à mon aise, ou presque, sans en tirer ni profit ni souci. » Ce manque fut remarqué par d'autres. Son collègue et concurrent Bernard Frank le décrivait comme « une petite fouine se glissant dans l'ombre de Brenner pour faire son beurre de célébrités, et assurer ses arrières avec Chardonne ». Il n'empêche que jour après jour il fignolait son Journal, ce trésor qui somnola sa vie durant et ne fut découvert qu'après sa mort.

## Analyse de son œuvre

### Analyse de sonJournal
Matthieu Galey est en effet l'auteur d'un journal (considéré par certains comme un chef-d'œuvre) dans lequel il décrit avec ironie les mœurs du milieu littéraire et trace de manière grinçante le portrait d'écrivains célèbres ou en passe de le devenir, mais aussi d'hommes politiques, de femmes du monde, d'éditeurs, etc. Les rencontres qu'il réalisa, tout jeune, avec les amis de Raymond Radiguet, prouvent qu'il avait l'art d'établir les contacts. Sans qu'il le dise explicitement, il semble bien que le milieu familial (son père, Georges Izard, la famille Joxe, des membres de la famille Bechmann et d'autres) l'aidèrent à établir les premiers contacts. Pour le reste, les amitiés homosexuelles, les contacts dans les cafés « branchés », comme le Flore ou les Deux Magots, bientôt les relations au sein de l'équipe chez l'éditeur Grasset, sans oublier que le monde littéraire et artistique germanopratin était un « petit monde » où les relations se nouaient assez facilement, firent que Galey fut en mesure de rencontrer et de décrire un nombre impressionnant de ses contemporains.
Apparaissent parmi d'autres :
- des écrivains français : Abellio, Marcel Achard, Louis Aragon, Marcel Arland, Alexandre Arnoux, Dominique Aury, Bernard Barokas, Roland Barthes, François-Régis Bastide, Gérard Bauër, Pauline Benda dite Madame Simone (également actrice), Yves Berger, Germaine Beaumont, Marthe Bibesco, Antoine Blondin, Pierre de Boisdeffre, Georges Borgeaud, Jean-Louis Bory, Daniel Boulanger, Jacques de Bourbon Busset, Jacques Brosse, Roger Caillois, Jacques Cellard, Jacques Chardonne, Edmonde Charles-Roux, Bernard Clavel, Catherine Clément, Jean Cocteau, Jean-Louis Curtis, Régis Debray, Lise Deharme, Pierre Démeron, André Dhôtel, Ghislain de Diesbach, Maurice Druon, Jean Dutourd, René-Nicolas Ehni, Alfred Fabre-Luce, Solange Fasquelle, Dominique Fernandez, Frédéric Ferney, Alain Finkielkraut, Jean Follain, André Fraigneau, Bernard Frank, Jean Genet, Julien Gracq, Michel de Grèce, Julien Green, Fernand Gregh, Paul Guth, Jean-Edern Hallier, Jean-René Huguenin, Eugène Ionesco, Simonne Jacquemard, Pascal Jardin, Marcel Jouhandeau, Éric Jourdan, Renaud de Jouvenel, Philippe Jullian, Robert Kanters, Armand Lanoux, Bernard-Henri Lévy, Françoise Mallet-Joris, André Pieyre de Mandiargues, Henri Massis, François Mauriac, Michel Mohrt, Henry de Montherlant, Paul Morand, Yves Navarre, François Nourissier, René de Obaldia, Jean d'Ormesson, Erik Orsenna, Bernard Pautrat, Roger Peyrefitte, René-Victor Pilhes, Bertrand Poirot-Delpech, Angelo Rinaldi, Christine de Rivoyre, Edmée de La Rochefoucauld, Jules Roy, Robert Sabatier, Françoise Sagan, Nathalie Sarraute, Philippe Sollers, André Spire, Michel Tournier, Nicole Vedrès, Alexandre Vialatte, Boris Vian, Jean Wahl, Marguerite Yourcenar
- des écrivains et artistes étrangers : Edward Albee, John Ashbery, Karen Blixen, William S. Burroughs, Leonora Carrington, Alexis Curvers, Peter Handke, Christopher Isherwood, Philippe Jaccottet, Alfred Kern, Arthur Kopit, Milan Kundera, Édouard Limonov, Arnold Wesker
- des mécènes et « égéries littéraires » ou « salonnières » : François et Solange de La Baume, Germaine Beaumont (1891-1983), Pierre Bergé, Denise Bourdet, comtesse Brandolini, Josette Day (les déjeuners du samedi), Florence Gould, Marie-Laure de Noailles, marquise de Mun
- des éditeurs et collaborateurs de maisons d'édition : Jacques Brenner, Jean Denoël, Bernard de Fallois, Gerhard Heller, René Julliard, Henry Muller, Henry Poulaille, Bernard Privat, Jean-Marc Roberts, Marcel Schneider, René d'Uckermann, Françoise Verny, Christian Bourgois
- des journalistes ou écrivains : Jean Cau, Michèle Cotta, Jean-François Devay, Jean-Louis Ezine, Kléber Haedens, Jannick Jossin, Jacqueline Piatier, Carmen Tessier, Philippe Tesson, Jean-François Revel
- le monde du théâtre et de la musique : Georges Auric, Patrice Chéreau, Jacques Charon, Marion Delbo, Zizi Jeanmaire, Bernard Lefort, Igor Markevitch, Serge Merlin, François Michel, Roger Planchon, Jean Le Poulain, Madeleine Renaud, Alice Sapritch, Henri Sauguet, Peter Stein, Laurent Terzieff, Jean-Pierre Vincent, Claude Volter
- le monde du cinéma : Pierre Brasseur, Gaby Morlay, Piéral, Simone Signoret, Roland Tual, Odile Versois, Marina Vlady,
- des personnalités politiques : Gaston Defferre, Edgar Faure, Valéry Giscard d'Estaing, Michel Guy, Pierre Joxe, Jack Lang, Pierre Mendès France, François Mitterrand
- des personnalités diverses : François-Marie Banier, Coco Chanel, Salvador Dalí, Ernst Fuchs, Lucie Faure, Jacques Guérin, Suzy Mante-Proust (1903-1986, nièce de Marcel Proust), Nancy Mitford, Jacques de Ricaumont.

Au fil de son Journal, on peut se rendre compte de ses nombreuses rencontres sur rendez-vous (il a par exemple à peine vingt ans lorsqu'il obtient un rendez-vous avec Françoise Sagan au Flore, quelques semaines après la parution de Bonjour tristesse) mais également de toutes sortes de rencontres fortuites : il va au théâtre et devant lui est assis l'Aga Khan, il va au cinéma et à côté de lui Maria Casarès et Albert Camus viennent s'asseoir, roulant avec son solex, il manque d'écraser un piéton Quai de Conti et il s'agit du prince de Broglie, il se rend à un concert Salle Gaveau et y côtoie François Mauriac, il rencontre Ned Rorem dans un bar gay, il aperçoit Julien Green dans la rue et devant les bureaux de Gallimard, il rencontre Jean Schlumberger, etc. Parfois il participe à des séminaires, comme celui organisé par Jacques Brenner en 1955 à l'abbaye de Royaumont, avec une vingtaine de participants, parmi lesquels Claude Perdriel, André Dhôtel, Alain Robbe-Grillet, Jérôme Lindon, Alfred Kern, André Frédérique, Claude Cariguel, Michel Breitman.
En outre, le Journal décrivait les rapports de Matthieu Galey avec ses parents et ses grands-parents, son intérêt pour les maisons habitées par lui, par sa famille ou par d'autres, ses liaisons durables (successivement « T » ou Herbert Lugert et « Daniel ») et ses aventures furtives, sa vie nocturne trépidante avec sa chasse effrénée « au beau garçon ». La drague et le sexe le poussaient au voyage et à séjourner dans des villes permissives telles qu'Amsterdam, Hambourg ou Berlin où la vie nocturne était chaude. Il y rencontrait avec facilité des amants d'une nuit ou de quelques jours, qu'il nommait par leur prénom. Par exception, comme par mégarde, l'un ou l'autre nom figurait en toutes lettres, comme celui du danseur Hans van Manen, qui deviendrait un chorégraphe de réputation internationale. À au moins deux reprises, il eut à calmer ses ardeurs, pour cause de maladie vénérienne à traiter.
Enfin, il y eut la maladie qui se déclara dès septembre 1983 et dont il apprit en février 1984 qu'elle était incurable. Ses progrès furent le sujet principal au cours des deux dernières années de sa vie, vécues courageusement et avec stoïcisme. Les non-initiés supposaient qu'il était atteint du sida, qui à cette époque commençait à faire des ravages (« La moitié de notre tout petit Paris est sans doute persuadée que je crève du sida »).
L'ensemble du Journal présente les aspects d'une œuvre intime et secrète, où la dernière phrase (« Dernière vision : il neige, immaculée assomption »), est écrite le jour même de sa mort.
Dans les pages du Journal, il apparaît qu'au fil des années, Matthieu Galey devenait de plus en plus une personnalité du monde littéraire à Paris. Ses articles étaient attendus, lus et commentés. S'il critiquait quelqu'un, il était pris à partie. Ainsi Simone de Beauvoir daignait-elle polémiquer avec lui en septembre 1972 et le traiter de mufle. Ainsi, le ministre Jack Lang lui téléphonait-il pendant trois quarts d'heure pour un article à son sujet, qu'il estimait injuste. Les réunions, les déjeuners, les dîners (« une pluie de dîners en ville »), les réceptions, augmentaient en nombre, avec des convives de plus en plus connus et « importants ». Il devint le fils spirituel de plusieurs grands écrivains, tels que Paul Morand et Jacques Chardonne, qui le désigna par testament comme l'un des légataires de son œuvre littéraire.
Après quelques années, Matthieu Galey se rendit compte de ce que son journal prenait de l'ampleur et vaudrait la peine d'être publié. Certains de ses amis (Marcel Schneider, Brenner, eux-mêmes auteurs de journaux intimes) ne manquaient pas de se tenir au courant, sans doute dans l'espoir d'y figurer en bonne place. (« Ce journal jouit d'une curieuse existence mythologique parmi certains amis »). Se sachant condamné, il fit un travail de mise au point de son texte pour les années 1953-1964. Par testament, il chargea Jacques Brenner d'établir l'édition pour les années 1965 à 1986. Yves Berger se chargea chez Grasset de la publication.
Matthieu Galey fut grand voyageur. Malgré la détérioration rapide de son état physique, il visita la Chine du 9 au 19 juillet 1985, en septembre Berlin, début octobre Séville, Grenade, Torremolinos, avec entre-temps des allées-retours entre Paris et sa maison du Beaucet. Quinze jours avant sa mort, il passa trois jours au Savoy à Londres. Le 23 février 1986, il succombe à une sclérose latérale amyotrophique (maladie de Charcot) dans le  9e arrondissement de Paris.

### Réception de sonJournal
Le critique littéraire François Dufay écrivit au sujet de ce Journal : « Le gentil garçon un peu snob s'y révèle un observateur corrosif dont l'encre noire mord le papier, un portraitiste surdoué, auquel il suffit de quelques traits pour décrire Jacques Chardonne, Louis Aragon ou Marguerite Yourcenar. Les deux tomes du Journal constituent un document irremplaçable sur le monde littéraire du XXe siècle. Mais c'est aussi un témoignage poignant sur une vie amoureuse marginale et sur un combat courageux contre la maladie. [...] Son œuvre posthume pourrait bien survivre à celles de beaucoup de ses contemporains plus célèbres en leur temps. »
Le Journal fit grand bruit et Bernard Pivot lui réserva beaucoup de place lors d'une émission d'Apostrophes consacrée en 1989 au monde parisien de l'édition. Geneviève Galey vint y présenter le deuxième tome du Journal de son frère et regretta qu'on ait coupé certains jugements sur des auteurs Grasset ou des membres de jurys littéraires. Yves Berger, l'éditeur du Journal, s'en défendit. Elle critiqua d'autre part le roman qu'elle nomma « nécrophage » de Claire Gallois, L'Homme de peine, qui faisait le portrait de son frère. Claire Gallois, présente sur le plateau, défendit son livre, roman à clés dans lequel elle avait transposé son amitié avec Matthieu Galey. Bernard Pivot lui reprocha pourtant son hypocrisie pour un livre « qui n'avait rien d'un roman ».
Nombreux furent les critiques littéraires, souvent ses amis, qui consacrèrent des articles à son Journal. Parmi eux : Jean-Louis Curtis, Jacques Nerson, Jannick Jossin, Jacqueline Piatier, etc.

### Matthieu Galey et Marguerite Yourcenar
On lui doit Les Yeux ouverts, un livre d'entretiens avec Marguerite Yourcenar, où il révèle une partie de lui-même. Livre qui fut traduit en anglais, néerlandais, allemand et italien. Les conversations très ouvertes traitaient de nombreux aspects concernant Yourcenar, sa vie, les influences subies et les livres lus, la liberté, la solitude, la passion, l'amour, la religion, la mort.
Le premier contact datait de 1971, lorsque Galey avait accompagné une équipe de l'ORTF à la demeure de Yourcenar aux États-Unis, à Petite Plaisance. Des contacts réguliers avaient ensuite eu lieu, couronnés du 12 au 18 février 1979 par des conversations prolongées qui livreraient la matière pour le livre. La compagne de Yourcenar, Grace Frick, estimait que ces séances la fatiguaient trop. Le 15 février, elle dut d'ailleurs se faire hospitaliser pour cause de faiblesse cardiaque. Le 18, avant de rentrer en France, Galey eut encore, à l'hôpital, un long entretien avec elle, au grand dam de Grace.
Le livre parut quelques semaines avant que Yourcenar ne fût reçue, le 22 janvier 1981 à l'Académie française. Elle ne l'aima pas. La couverture était ainsi conçue qu'elle donnait l'impression qu'il s'agissait d'un livre écrit par elle. En outre, elle estimait en avoir trop dit, s'être trop confiée voire s'être « déshabillée ». Elle déclara : « Matthieu Galey m'a interrogée sur les sujets qui l'intéressaient, lui. Pas sur mes véritables préoccupations. »
La relation confiante entre elle et Matthieu Galey fut dès lors brouillée et l'entourage immédiat, sa compagne Grace Frick et son jeune ami Jerry Wilson, ne firent rien pour améliorer les contacts, au contraire. Lorsque Bernard Pivot reçut Yourcenar dans son émission Apostrophes, elle refusa la présence de Matthieu Galey. Il y eut encore quelques contacts mais jamais plus de relations confiantes ou amicales. Dans son journal, Matthieu Galey s'exprimait avec un certain dépit à son sujet, mais elle ne vécut pas assez longtemps pour pouvoir connaître ses remarques plutôt acides.

## Œuvres

### Livres
- Les Vitamines du vinaigre : histoires, préface de Marcel Schneider, Paris, Bernard Grasset, première édition 1958  (ISBN 2246171628). Prix de la Nouvelle.
- Les Yeux ouverts, Paris, Le Centurion, 1980.
- Albert et Caroline, Paris, Bernard Grasset, Paris, 1986 (ASIN B00TLEWYUU).
- Journal.1 (1953-1973), Paris, Bernard Grasset, 1987  (ISBN 2-246-40091-0).
- Journal.2 (1974-1986), Paris, Bernard Grasset, 1989  (ISBN 2-246-40261-1).
- Journal intégral (1953-1986), Robert Laffont, 2016 (les coupes effectuées lors de l'édition Grasset y sont rétablies)

### Adaptations théâtrales
- Zoo story, d'Edward Albee, Paris, l'Avant-scène, 1965.
- Délicate balance, d'Edward Albee, Paris, Robert Laffont, 1967.
- Le train de l'aube ne s'arrête plus ici, de Tennessee Williams, Paris, Robert Laffont, 1972.
- Le Paradis sur terre, de Tennessee Williams, Paris, Robert Laffont, 1972.
- Butley, de Simon Gray, Paris, Gallimard, 1974  (ISBN 2-07-032135-5).
- Simon le bienheureux, de Simon Gray, 1976.
- Equus, de Peter Shaffer, Paris, Gallimard, 1976.
- Bonsoir maman, de Marsha Norman, Paris, Papiers, 1986  (ISBN 2-86943-074-4).
- Wings, d'Arthur Kopit, Paris, Gallimard, 1979  (ISBN 0809012391).

### Préfaces, postfaces et dossiers
En plus de ses nombreux articles, parus dans des journaux et hebdomadaires parisiens au cours de sa carrière de critique qui s'étend sur un peu plus de trente ans, Matthieu Galey s'est également exprimé dans des préfaces ou postfaces de livres édités par Grasset ou par d'autres éditeurs. En 1965 il a, pour Grasset, élaboré trois dossiers de présentation de quelques livres grand public d'auteurs connus.
Quelques préfaces ou postfaces dans :
- Bernard Teyssèdre, Romans-éclairs, Paris, Bernard Grasset, 1961.
- Elizabeth Spencer, Lumière sur la piazza, Paris, Stock, 1962.
- William Makepeace Thackeray (1811-1863), Le Livre des snobs, présentation de Matthieu Galey, Paris, Nouvel office d'édition, 1964.
- Le Roman de Renart, texte de Paulin Paris, édition établie par Jacques Haumont, Paris, Pierre Belfond, 1966.
- Donatien Alphonse François de Sade (1740-1814), La Philosophie dans le boudoir, Paris, Jean-Jacques Pauvert, 1967.
- Émile Zola (1840-1902), Œuvres complètes. Tome quatrième, Paris, Cercle du livre précieux, 1967.
- Daniel Salem, Harold Pinter, dramaturge de l'ambiguïté, Paris, Denoël, 1968.
- Philippe Adrien, Molière aujourd'hui, Centre dramatique national de Reims, 1979.

Les dossiers :
- André Maurois, Climats, suivi du dossier de l'ouvrage, par Matthieu Galey, Paris, Bernard Grasset, 1965.
- Graham Greene, La Puissance et la gloire, suivi du dossier de l'ouvrage par Matthieu Galey, Paris, Bernard Grasset, 1965.
- Han Suyin, Multiple splendeur, suivi du dossier de l'ouvrage, par Matthieu Galey, Paris, Bernard Grasset, 1965.

## Archives
- Fonds Matthieu Galey (1950-1986), Bibliothèque littéraire Jacques-Doucet